# Kurowo Braniewskie (przystanek kolejowy)
Słobity – przystanek kolejowy w miejscowości Kurowo Braniewskie, w województwie warmińsko-mazurskim, w Polsce. Znajduje się na linii nr 204. Malbork - Mamonovo.